# ブルーノ・ゼーダーシュトレーム
ブルーノ・ゼーダーシュトレーム（Bruno Söderström、1881年10月28日 - 1969年1月1日）は、20世紀初頭に活躍したスウェーデンの陸上競技選手。1908年ロンドンオリンピックの銅メダリストである。

## 経歴
ゼーダーシュトレームは、1906年にアテネで開催されたオリンピック中間大会ではやり投フリースタイル、棒高跳、走高跳に出場。やり投フリースタイルでは、44m92で同じスウェーデンのエリック・レミング、クヌート・リンドベリに次いで銅メダルを獲得。棒高跳でも3m40で、フランスのフェルナン・ゴンドルに次いで銀メダルを獲得した。走高跳は1m675で6位となっている。
2年後の1908年のロンドンオリンピックでは、やり投と、棒高跳に出場。やり投は2年前に銅メダルを獲得したフリースタイルと、現在のスタイルの2種目に出場する予定であったが、フリースタイルのみに出場。記録は残っておらず順位は8位以下であった。棒高跳は、アメリカのエドワード・クック、アルフレッド・ギルバートの2選手が金メダル。ゼーダーシュトレームは、2人に次いで、3m58の記録でカナダのエドワード・アーチボルド、アメリカのチャールズ・ジェイコブズとともに3人で銅メダルを獲得した。